# Il gatto e il canarino
Il gatto e il canarino (The Cat and the Canary) è un film del 1978 diretto da Radley Metzger. La storia è basata sull'opera teatrale del 1922 The Cat and the Canary di John Willard e su quella cinematografica Il castello degli spettri del 1927. Il film è stato girato a Surrey, in Inghilterra. Il DVD, della Anchor Bay dura 106 minuti, poiché si tratta dell'edizione "director's cut". Nei cinema del Regno Unito è uscito a maggio 1978.

## Trama
Alla morte del ricchissimo Cyrus West, un gruppo di persone si riunisce nella sua villa per sapere a chi andrà l'eredità. Dal testamento si viene a scoprire che tutti i beni spettano esclusivamente alla giovane Annabelle. La tensione nella casa sale perché gli altri aspiranti eredi non sono d'accordo con la scelta fatta dal defunto e tra loro potrebbe esserci anche chi è disposto a uccidere per entrare in possesso del patrimonio dei West. Le cose si complicano quando in casa arriva un ispettore di polizia che li informa di essere sulle tracce di un folle scappato dal manicomio criminale.